# Norrmyrtjärnen (Jokkmokks socken, Lappland, vid Duorbunoajvve)
Norrmyrtjärnen är en sjö i Jokkmokks kommun i Lappland och ingår i Luleälvens huvudavrinningsområde. Sjön har en area på 0,112 kvadratkilometer och ligger 329,3 meter över havet. Norrmyrtjärnen ligger i Jelka-Rimakåbbå Natura 2000-område.

## Delavrinningsområde
Norrmyrtjärnen ingår i det delavrinningsområde (741015-166418) som SMHI kallar för Mynnar i Vajkijaure. Medelhöjden är 354 meter över havet och ytan är 53,16 kvadratkilometer. Räknas de 4 avrinningsområdena uppströms in blir den ackumulerade arean 128,63 kvadratkilometer. Tuorpunjåkkå (Njuorramjåkkå) som avvattnar avrinningsområdet har biflödesordning 3, vilket innebär att vattnet flödar genom totalt 3 vattendrag innan det når havet efter 198 kilometer. Avrinningsområdet består mestadels av skog (84 procent) och sankmarker (14 procent). Avrinningsområdet har 0,11 kvadratkilometer vattenytor vilket ger det en sjöprocent på 0,2 procent.